# Округ Џеферсон (Висконсин)
Округ Џеферсон (енгл. Jefferson County) је округ у америчкој савезној држави Висконсин.

## Демографија
По попису из 2010. године број становника је 83.686, што је 9.665 (13,1%) становника више него 2000. године.
| Група             | 2000.          | 2010.          |
| Белци             | 69.765 (94,3%) | 75.903 (90,7%) |
| Афроамериканци    | 210 (0,3%)     | 681 (0,8%)     |
| Азијати           | 333 (0,4%)     | 560 (0,7%)     |
| Хиспаноамериканци | 3.031 (4,1%)   | 5.555 (6,6%)   |
| Укупно            | 74.021         | 83.686         |